# Kanton Challans
Challans is een kanton van het departement Vendée in Frankrijk. Het kanton maakt deel uit van de arrondissementen Les Sables-d'Olonne (6) en La Roche-sur-Yon (9).

## Gemeenten
Het kanton Challans omvatte tot 2014 de volgende 6 gemeenten:
- Bois-de-Céné
- Challans (hoofdplaats)
- Châteauneuf
- Froidfond
- La Garnache
- Sallertaine

Bij de herindeling van de kantons door het decreet van 17 februari 2014, met uitwerking op 22 maart 2015, werden daar de 9 gemeenten van het opgeheven kanton Palluau aan toegevoegd 
, 
namelijk:
- Apremont
- La Chapelle-Palluau
- Falleron
- Grand'Landes
- Maché
- Palluau
- Saint-Christophe-du-Ligneron
- Saint-Étienne-du-Bois
- Saint-Paul-Mont-Penit